# ロメオ・ベルティーニ
ロメオ・ベルティーニ（Romeo Bertini、1893年4月21日 - 1973年8月29日）は、イタリアの陸上競技選手である。彼は1924年に開催されたパリオリンピックのマラソン競技で銀メダルを獲得した。

## 経歴
パリオリンピックのマラソン競技は、20の国から58人の選手が出場して1924年7月13日に実施された。ベルティーニは2時間41分22秒6で優勝したフィンランド代表のアルビン・ステンロースから約6分遅れの2時間47分19秒6の記録で2位となり、銀メダルを獲得した。
彼は4年後の1928年アムステルダムオリンピックでもマラソン競技に出場したが、途中で棄権している。